# Rue Saint-Jacques
Rue Saint-Jacques (ulice Svatého Jakuba) je jedna z nejstarších ulic v Paříži. Nachází se na levém břehu řeky Seiny v 5. obvodu.

## Poloha
Ulice vede od křižovatky s Rue Galande a končí u Boulevard de Port-Royal. Domy od č. 1bis do 161 a 2bis do 184 se nacházejí ve čtvrti Sorbonna a domy č. 163 až 307 a 196 až 350 jsou ve čtvrti Val-de-Grâce. Ulice je orientována ze severu na jih. Směrem na sever pokračuje ulice Rue du Petit-Pont a na jihu na ní navazuje Rue du Faubourg Saint-Jacques.

## Historie
V době římské Lutetie tvořila hlavní osu města, tzv. cardo maximus. Ve středověku byla hlavní tepnou, která spojovala Paříž s městy Étampes a Orléans. Touto cestou odcházelo mnoho poutníků na svatojakubskou pouť do Santiaga de Compostela.
Název ulice se během staletí mnohokrát měnil. Ve 12. století se nazývala Grand'rue du Petit-Pont, ze 13. století jsou známy názvy: Grand'rue Saint-Jacques-des-Prêcheurs, Grand'rue Saint-Étienne-des-Grés, Grand'rue Saint-Benoît-le-Beslournet, Grand'rue près du chevet de l'église Saint-Severin, Grand'rue outre Petit-Pont, Grand'rue vers Saint-Mathelin, Grand'rue Saint-Benoît a konečně Grand'rue Saint-Jacques podle kaple sv. Jakuba, kde se v roce 1218 usídlil řád dominikánů, nazývaní později jakobíni. Současný název byl ulici přidělen v roce 1806.
Na křižovatce s dnešní ulicí Rue Soufflot se nacházela jedna z pařížských bran v městských hradbách Filipa II. Augusta - brána Saint-Jacques. Nazývala se také brána Notre Dame des Champs podle blízkého kláštera. Touto branou vstoupil 13. dubna 1436 Karel VII. se svým vojskem do Paříže, kterou osvobodil od Angličanů. Brána byla zbořena v roce 1684.
V 19. století při rozsáhlé přestavbě Paříže vedené prefektem Haussmannem byl asi 200 metrů západně proražen mnohem širší rovnoběžný Boulevard Saint-Michel a úzká ulice tak ztratila svůj dosavadní význam.

## Významné stavby
- Sorbonna
- Lyceum Ludvíka Velikého
- Geografický ústav
- Le Port du Salut - hostinec založený již v 18. století, kde začínalo mnoho známých umělců, např. Jean Yanne nebo Serge Gainsbourg. V současné době je zde restaurace.
- Oceánografický ústav - založil Albert I. Monacký, budova je registrována jako historická památka
- Kostel Saint-Jacques-du-Haut-Pas